# Levice (Piemont)
Levice (piemontiul: Lèis) település Olaszországban, Piemont régióban, Cuneo megyében. Lakosainak száma 200 fő (2023. január 1.). Levice Bergolo, Castelletto Uzzone, Gorzegno, Prunetto, Torre Bormida, Feisoglio és Pezzolo Valle Uzzone községekkel határos.

## Népesség
A település lakossága az elmúlt években az alábbi módon változott:
| Lakosok száma | 216  | 214  | 200  |
|               | 2017 | 2018 | 2023 |